# Hrabstwo Becker

Piramida wieku hrabstwa

Hrabstwo Becker ze stolicą w Detroit Lakes znajduje się w północno-zachodniej części stanu Minnesota, USA. Nazwę zawdzięcza historycznej postaci George Loomis Beckera, lokalnego prawnika i polityka. Według danych z roku 2005 zamieszkuje je 31 868 mieszkańców, w tym  89.35% stanowią biali.

## Warunki naturalne
Hrabstwo Becker zajmuje obszar 3 743 km² (1,445 mi²), z czego 3,394 km² (1,310 mi²) to lądy, a 349 km² (135 mi²) wody. Graniczy z 7 innymi hrabstwami: 
- Hrabstwo Mahnomen (północ)
- Hrabstwo Clearwater (północny wschód)
- Hrabstwo Hubbard (północny wschód)
- Hrabstwo Wadena (południowy wschód)
- Hrabstwo Otter Tail (południe)
- Hrabstwo Clay (zachód)
- Hrabstwo Norman (północny zachód)

### Główne szlaki drogowe
| - U.S. Highway 10 - U.S. Highway 59 - Minnesota State Highway 34 - Minnesota State Highway 87 | - Minnesota State Highway 113 - Minnesota State Highway 224 - Minnesota State Highway 225 |

## Miasta
- Audubon
- Callaway
- Detroit Lakes
- Frazee
- Lake Park
- Ogema
- Wolf Lake

## CDP
- Elbow Lake
- Osage
- Pine Point
- White Earth